# Cercanías
 (février 2016).
Si vous disposez d'ouvrages ou d'articles de référence ou si vous connaissez des sites web de qualité traitant du thème abordé ici, merci de compléter l'article en donnant les références utiles à sa vérifiabilité et en les liant à la section « Notes et références ».
Cercanías (en espagnol), Rodalies (en catalan) et Aldiriak (en basque) sont les marques commerciales de la Renfe pour ses réseaux ferrés espagnols de type réseau express régional, c'est-à-dire un mode de transport en commun desservant une région fortement urbanisée.
Il est proche d'un train régional classique mais il se caractérise en plus par :
- des horaires cadencés et denses ;
- des stations rapprochées ;
- une tarification particulière (et unifiée avec les autres moyens de transport) ;
- une bonne interconnexion avec les autres moyens de transport (bus, tramway, etc.) ;
- un réseau ferré qui lui est propre (en majeure partie) ;
- et la traversée du centre-ville en tunnel (pour certains réseaux).

Par extension, le terme Cercanías désigne les lignes ferroviaires de banlieue espagnole exploité par la Renfe.

## Lignes exploitées
- Alicante/Murcie, 4 lignes

- Asturies, 9 lignes

- Barcelone, 19 lignes

- Bilbao, 4 lignes

- Santander, 3 lignes

- Gérone, 1 ligne

- Madrid, 10 lignes

- Malaga, 2 lignes

- Camp de Tarragone, 2 lignes

- Séville, 5 lignes

- Valence, 6 lignes

- Cadix, 1 ligne

- St Sébastien, 1 ligne

- Saragosse, 1 ligne

## Matériel roulant
| Série         | Réseau de Cercanías | Image |
| ------------- | --- | ----- |
| Série 440     | — |       |
| Série 440R    | Cercanías Asturies Rodalies de Catalogne Cercanías Cádix Cercanías Madrid Cercanías Saint-Sébastien Cercanías Santander Cercanías Séville Cercanías Valence                             |       |
| Série 442     | Cercanías Madrid |       |
| Série 446     | Cercanías Bilbao Cercanías Madrid Cercanías Santander Cercanías Séville |       |
| Série 447     | Rodalia de Barcelone Rodalia de Gérone Cercanías Madrid Cercanías Saint-Sébastien Rodalia de Tarragone Cercanías Valence                                                                |       |
| Série 450/451 | Rodalia de Barcelone Cercanías Madrid |       |
| Série 592     | Cercanías Murcie/Alicante Cercanías Séville Cercanías Valence |       |
| Civia         | Cercanías Asturies Rodalia de Barcelone Cercanías Cádix Rodalia de Gérone Cercanías Madrid Cercanías Malaga Cercanías Santander Cercanías Séville Cercanías Valence Cercanías Saragosse | q     |